# Deuben
Deuben è un ex-comune tedesco di 1 136 abitanti, situato nel land della Sassonia-Anhalt.
Dal 1º gennaio 2011 è confluito assieme ad altri comuni nella nuova Einheitsgemeinde Stadt Teuchern.
Oltre al capoluogo la frazione comprende le località di: Grube Paul II, Naundorf, Tackau, Nödlitz e Wildschütz.